# Сеннариоло
Сеннариоло (итал. Sennariolo) — коммуна в Италии, располагается в регионе Сардиния, в провинции Ористано.
Население составляет 173 человека (2008 г.), плотность населения составляет 11 чел./км². Занимает площадь 16 км². Почтовый индекс — 9078. Телефонный код — 0785.
Покровителем коммуны почитается святой апостол Андрей, празднование 30 ноября.

## Демография
Динамика населения:

## Администрация коммуны
- Официальный сайт: